# Bagad Gwengamp
Le Bagad Gwengamp est un ensemble traditionnel de musique bretonne, créé en 1972 à Guingamp. Il évolue actuellement en 4e catégorie du championnat national des bagadoù.
Il a accompagné des artistes de renom : Alan Stivell, Carlos Nunez, Denez Prigent, Gilles Servat, Pat O’May…

## Historique

### Débuts
Le nouveau bagad de Guingamp voit le jour 1972 à l’initiative de musiciens issus des bagadoù de Bourbriac et Kastell Guingamp (Jean-Pierre Ellien, Jean-Louis Lissillour, Christian Boedec).
En 1973, il représente la ville aux jeux sans frontières à Arnhem (Pays-Bas). Puis, pour financer son costume, il organise des sorties à Lannion, Laval, Le Mans… En 1977, le bagad participe au championnat national des bagadoù en troisième catégorie. Lors des éliminatoires à Pleyber-Christ il termine à la première place, ce qui lui permet de se présenter au concours de Lorient, où il sort vainqueur et accède ainsi à la 2e catégorie.
En 1978, il devient "Champion de Bretagne" de seconde catégorie. Durant les 20 années suivantes, le bagad rencontre plusieurs difficultés (départ de sonneurs, résultats décevants…), ce qui ne l’empêche pas d’avancer. Il représente Guingamp et sa région à l’étranger (Allemagne, Espagne, Belgique, Irlande, Suisse, Hollande, Sardaigne, Galice, Asturies, Pologne…).

### Années en première catégorie
En 1999, grâce à l’aide de Gwénaël Le Corronc de la Kerlenn Pondi, il termine à la 2e place, ce qui leur redonne espoir. Le groupe subit alors de nombreux changements :
- priorité à la formation des jeunes, avec l’aide de Bodadeg ar Sonerion
- Iwan Ellien, leader en caisse claire, devient penn soner
- Cédric Le Bozec rejoint le pupitre cornemuse
- Jean-Marc Illien (arrangeur et clavier de Denez Prigent) écrit des compositions et arrange certains airs traditionnels en collaboration avec Iwan.

De troisième du championnat en 1999, il termine second en 2000, puis premier en 2001. Il évolue donc en première catégorie de 2002 à 2010.
Le bagad a participé aux grands festivals bretons (Lorient, Quimper, Concarneau, St Malo, Guingamp…). Il a également défilé aux Champs-Élysées lors de la « Breizh Touch » en 2007, mais aussi au Stade de France lors de la victoire d'En Avant de Guingamp en finale de la coupe de France face à Rennes. Les sonneurs sont régulièrement sollicités par le club de football de Guingamp, pour animer les matchs de gala notamment.

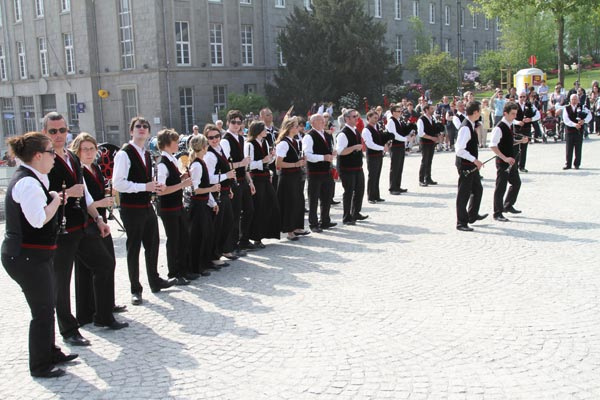
Printemps des sonneurs en 2011 à Brest

En 2005, le bagad créer son bagadig (bagad école) qui participe aux concours de 5e catégorie. L’association compte une centaine de membres.

### Instabilité en seconde catégorie
En 2010 il descend en 2e catégorie, fragilisé à la suite de deux départs du bagad des deux leaders des pupitres de bombarde et de cornemuse, et commence une phase de reconstruction. En 2012 il fête son 40e anniversaire.

## Productions artistiques

### Répertoires et créations
En 2010, dans sa création "Gwem Bronx", il associe les musiciens amateurs du bagad et des artistes expérimentés de la scène musicale, d'univers différents : Soïg Sibéril (guitare acoustique), Pat O'May (guitare électrique), Jean-Marc Illien (clavier), Xavier Soulabail (basse), Frédéric Moreau (batterie). Cela donne un rock celtique, mélange de musiques traditionnelles et actuelles.

### Participations
En 2009, il se produit au stade de France pour la finale bretonne de Coupe de France de football, accompagnant également Alan Stivell sur Tri martolod.
Le bagad accompagne le guitariste costarmoricain Pat O'May à plusieurs reprises, comme en 2008 lors de son concert au festival de la Saint Loup. Lors de ce festival, la formation a également accompagné Carlos Nunez en 2009 et 2015, Denez Prigent en 2010. En 2010, il accompagne Gilles Servat à Cavan lors de la Gouel broadel ar Brezhoneg et Soldat Louis en 2011 à Callac.

### Discographie
- 2004 : Bagadoù - L'anthologie vol. 1 (Coop Breizh)

## Fonctionnement

### L'association
Liste des présidents :
- 1972-2001 : Jean-Pierre Ellien[7]
- 2001-2014 : Iwan Ellien[7]

La famille Ellien a marqué l'histoire de l'association. Son cofondateur, Jean-Pierre Ellien, en est le président pendant une trentaine d'années et son fils Iwan Ellien prend la relève en 2001. En septembre 2014, après treize ans de présidence, Iwan Ellien devient vice-président et confie sa place à Fabien Trémel.

## Résultats au championnat national des bagadoù

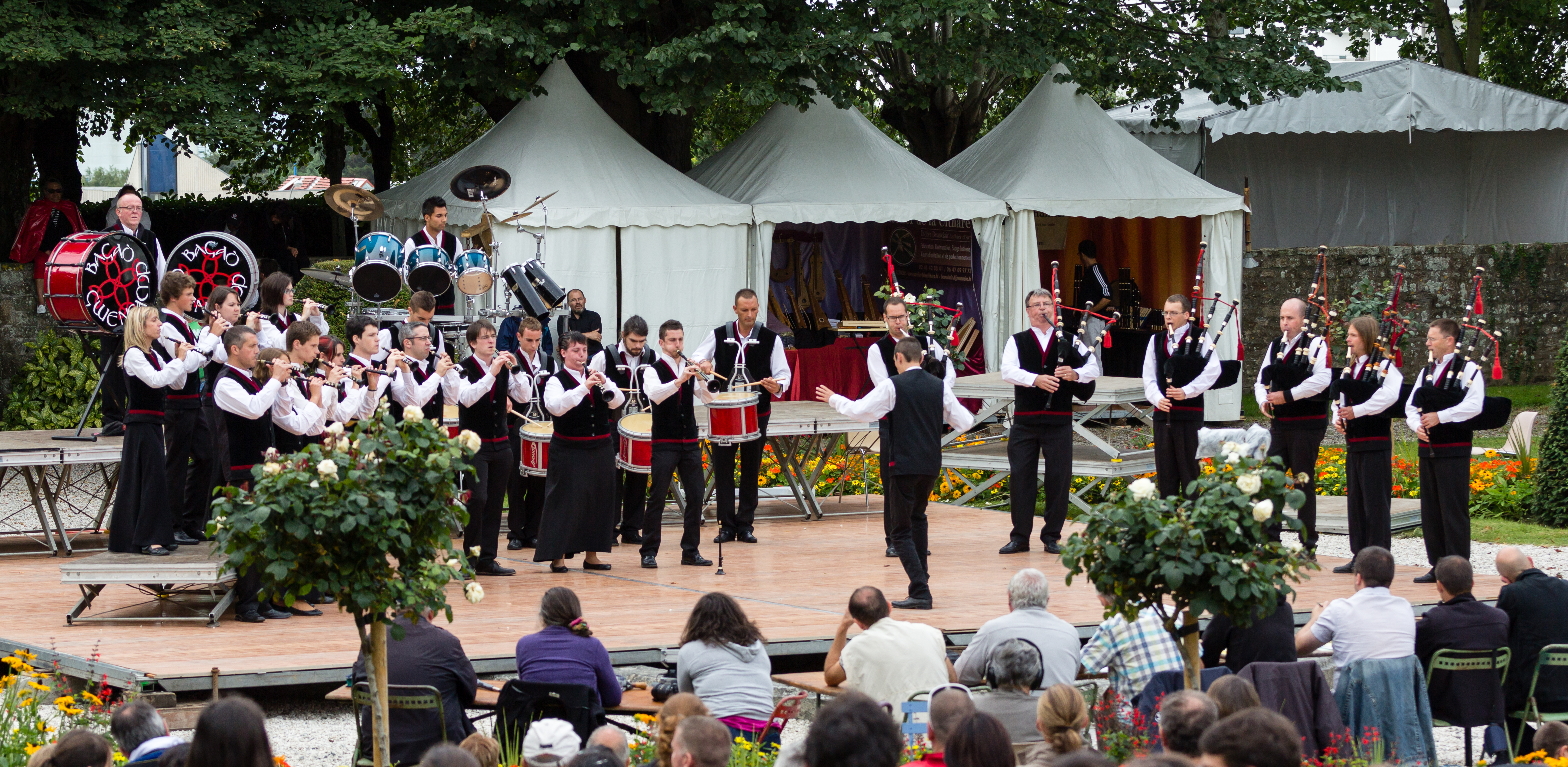
Participation au concours des bagadoù en 2012 à Lorient.

- 2002 : 7e en 1re catégorie
- 2005 : 7e en 1re catégorie[9]
- 2007 : 6e en 1re catégorie[10]
- 2008 : 13e en 1re catégorie[11]
- 2009 : 13e en 1re catégorie[12]
- 2010 : 13e en 1re catégorie[13]
- 2011 : 11e en 2e catégorie[14]
- 2012 : 10e en 2e catégorie[15]